# Colocleora acharis
Colocleora acharis là một loài bướm đêm trong họ Geometridae.